# 폴라 래드클리프
폴라 제인 래드클리프(Paula Jane Radcliffe, MBE, 1973년 12월 17일 ~ )는 영국의 육상 선수이다. 그녀는 런던 마라톤 대회에서 3번 우승했고, 뉴욕 마라톤 대회에서 3번 우승했다. 그녀는 2002년 시카고 마라톤 대회에서 우승했다.
래드클리프는 1999년 세계 육상 선수권 대회 10000m에서 은메달을 획득했다. 그녀는 메달을 따지 못했지만 올림픽에서 4회 연속으로 영국을 대표했다.
그녀는 2002년 BBC 올해의 스포츠인상을 받았으며, 2010년에 영국 육상 명예의 전당에 헌액되었다.
2015년 런던 마라톤 대회를 끝으로 선수 생활을 마감했다.

## 생애 초기
래드클리프는 1973년 12월 17일에 체셔주 다벤햄(Davenham)에서 태어났다. 그녀의 가족은 반턴(Barnton, Cheshire) 근처로 이주했고 그녀는 리틀 레이 초등학교에 다녔다. 그녀는 천식과 빈혈로 고통을 겪었지만 7세때 달리기를 시작했다. 그녀의 가족은 나중에 킹즐리(Kingsley, Cheshire)로 이주했다.
래드클리프가 12세때, 가족은 베드퍼드셔주 오클리(Oakley, Bedfordshire)로 이주했다. 그녀는 베드퍼드 & 카운티 육상 클럽의 회원이 되었다.
래드클리프는 지역 전문 대학을 거쳐 러프버러 대학교에서 프랑스어, 독일어와 경제학을 배웠고 현대 유럽 연구에서 우수한 성적을 거두며 졸업했다.

## 선수 경력
래드클리프는 1995년 세계 선수권 대회 5000m에서 5위를 했다. 래드클리프는 1996년 애틀랜타 올림픽 5000m에서 5위를 했다.
래드클리프는 1997년 세계 선수권 대회 5000m 경기에서 4위를 했다. 그녀는 1998년 유럽 선수권 대회에서 10000m에 참가했지만 5위에 머물렀다.
래드클리프는 1999년 세계 선수권 대회 10000m에서 와미 뒤에서 은메달을 땄다.
래드클리프는 2000년 시드니 올림픽 10000m 예선에서 6위를 했다. 래드클리프는 올림픽 결승에서 영국 신기록을 세웠지만, 4번째 선을 넘었고 메달을 놓쳐서 매우 실망했다.
래드클리프는 2004년 런던 마라톤 대회에 출전하지 못했지만, 2004년 아테네 올림픽 마라톤 금메달 후보였다. 그러나, 그녀는 올림픽이 열리기 2주전에 다리 부상을 겪었고 소염 진통제를 사용해야 했다. 이것은 그녀의 위장에 부정적인 영향을 미쳤고, 음식의 흡수를 방해했다. 그녀는 36km 이후 경주에서 철수했다. 5일후 그녀는 10000m에서 시작했지만, 여전히 고통을 겪었다.
2005년 8월 14일에 그녀는 헬싱키 세계 선수권 대회 마라톤에서 2시간 20분 57초로 금메달을 획득했다. 케냐의 캐서린 은데레바는 1분 이상 뒤져서 2위를 했다.
래드클리프는 발 부상 때문에 2008년 런던 마라톤 대회에서 철수했다. 런던 마라톤 대회 직후, 래드클리프가 엉덩이 부상으로 뛰지 못한 것으로 드러났다. 원래 근육 문제로 여겨졌지만, 검사는 나중에 그녀의 대퇴골에 피로 골절이 있었다고 밝혔다. 5월에 래드클리프의 왼쪽 다리가 부러졌다.
래드클리프는 2008년 베이징 올림픽 출전을 위한 체력 훈련을 어렵게 마쳤지만, 경기 도중에 경련을 겪었다. 그녀는 경주를 재개했고 종합 23위를 했다.

## 서훈
- 2002년 BBC 올해의 스포츠인상
- 2002년 대영 제국 훈장 5등급(MBE)[1]